# The Man with Two Faces (film 1934)
The Man with Two Faces è un film del 1934 diretto da Archie Mayo. La sceneggiatura si basa su The Dark Tower, lavoro teatrale del 1933 di Alexander Woollcott e George S. Kaufman.

## Produzione
The Dark Tower, melodramma in tre atti di George S. Kaufman e del critico teatrale Alexander Woollcott che fu sceneggiato per lo schermo da Tom Reed e Niven Busch, era andato in scena a Broadway al Morosco Theatre il 25 novembre 1933, prodotto dalla Sam H. Harris Theatrical Enterprises, Inc..
Le riprese del film, prodotto dalla First National Pictures (controlled by Warner Bros. Pictures Inc.), durarono dal 5 marzo al 4 aprile 1934.

## Distribuzione
Il copyright del film, richiesto dalla First National Pictures, Inc., fu registrato il 14 luglio 1934 con il numero LP4826.
Distribuito dalla Warner Bros., il film uscì nelle sale cinematografiche USA il 4 agosto 1934. La First National Film Distributors lo presentò a Londra il 30 agosto 1934; il film poi uscì ne Regno Unito il 25 marzo 1935.